# Aljaksej Aljaksandrau
Aljaksej Genadzewitsch Aljaksandraŭ (belarussisch Аляксей Генадзевіч Аляксандраў; russisch Алексей Геннадьевич Александров Alexei Alexandrow; engl. Alexei Alexandrov; * 11. Mai 1973) ist ein belarussischer Schachmeister der Weltelite.

## Leben
Er ist einer der Schüler des bekannten Trainers Michail Schereschewski. Seinen ersten internationalen Erfolg feierte Alexandrow 1991, als er mit Konstantin Sakajew Platz zwei (hinter Wladimir Kramnik) bei der Jugendweltmeisterschaft U18 in Guarapuava teilte. Ein Jahr darauf wurde er in Terneuzen-Sas van Gent Jugendeuropameister U20, im Folgejahr schließlich geteilter Zweiter (mit Alexander Onischuk) beim gleichen Wettbewerb in Vejen (nach Wladislaw Borowikow). 1997 verlieh ihm die FIDE den Großmeistertitel. 2000 errang er die Silbermedaille bei der Europameisterschaft in Saint-Vincent. In den Jahren 1989, 1990, 1996, 2007, 2018 und 2019 gewann er die Meisterschaft von Belarus.
Alexandrow gewann zahlreiche geteilte und alleinige erste Preise bei internationalen Turnieren, unter anderem in Nikolajew 1993 (Zonenturnier), Stockholm 1995, Spasskoje 1996, Minsk 1996, Gistrup 1996, Kstowo 1998, Sankt Petersburg 2000, Schachfestival Bad Wörishofen 2001, Dubai 2001, Moskau (Aeroflot Open 2002 und 2003,) Minsk 2005, Saratow 2007. In Warschau 2007 gewann Alexandrow die Europameisterschaft im Schnellschach.
Viermal nahm er an der FIDE-Weltmeisterschaft im K.-o.-System teil. 1997 in Groningen stieß er bis zur dritten Runde vor, wo er an Surab Asmaiparaschwili scheiterte. 1999 in Las Vegas unterlag er in der zweiten Runde Pjotr Swidler, 2000 in Neu-Delhi verlor er in der dritten Runde gegen Jewgeni Barejew, 2004 in Tripolis schlug ihn Hikaru Nakamura in der zweiten Runde.

## Nationalmannschaft
Von 1996 bis 2008 nahm er für Belarus an allen sieben Schacholympiaden teil und führte dreimal seine Mannschaft am ersten Brett an. Seine achte Teilnahme folgte 2014. Bei der Olympiade 1998 erhielt er die Bronzemedaille für sein Ergebnis am ersten Brett. 1992, 1997, 1999 und 2003 war er Mitglied der Nationalmannschaft bei den Europamannschaftsmeisterschaften.

## Vereine
In der russischen Mannschaftsmeisterschaft spielte Aljaksandraŭ 2000 für TsEM Smolensk, 2002 für ShK Tomsk, 2004 bis 2006 für Ural Oblast Swerdlowsk, mit denen er 2006 Meister wurde, 2008 für Spasio Moskau und seit 2013 für Universität Beloretschensk. In der spanischen Mannschaftsmeisterschaft spielte Aljaksandraŭ von 2007 bis 2009 und erneut 2011 für CCA CajaCanarias Santa Cruz und wurde mit diesen 2008 Meister, in der bosnischen Premijer Liga spielte er 2003 für den ŠK Kiseljak. Am European Club Cup nahm Aljaksandraŭ fünfmal teil, und zwar 2002 mit dem SK Alkaloid Skopje, 2003 mit dem ŠK Kiseljak, mit dem er den dritten Platz erreichte, 2004 für Ural Oblast Swerdlowsk, 2005, als er das drittbeste Einzelergebnis am fünften Brett erzielte, für Südural Tscheljabinsk sowie 2015, als ihm das beste Ergebnis der Reservespieler gelang, für Universität Beloretschensk.